# Serrognathus mandibularis
Serrognathus mandibularis is een keversoort uit de familie vliegende herten (Lucanidae). De wetenschappelijke naam van de soort is voor het eerst geldig gepubliceerd in 1907 door Mollenkamp.